# Makoto Yukimura
Makoto Yukimura (幸村誠, Yukimura Makoto, Yokohama 8 de maio de 1976) é um mangaká japonês. Yukimura fez sua estreia com o mangá de ficção científica Planetes, serializado na revista Weekly Morning de 1999 a 2004 e adaptado em uma série de anime de 26 episódios pela Sunrise. Antes disso, ele trabalhou como assistente de Shin Morimura.
Desde 2005, ele está trabalhando na série de mangá Vinland Saga, que foi serializado pela primeira vez na Weekly Shōnen Magazine e, em seguida, na revista mensal Afternoon devido a problemas de ritmo de lançamentos. Por este trabalho, ele recebeu, em 2009, o Grande Prêmio do Festival de Artes de Mídia do Japão na categoria mangá. Em 2012, Yukimura ganhou o 36º Prêmio de Mangá Kodansha na categoria Geral pelo mesmo trabalho. Em 2010, foi convidado do Festival Internacional de banda desenhada de Angolema. 
Em 2019, seu mangá de maior sucesso, Vinland Saga foi adaptado em uma série de anime pelo estúdio Wit.